# ميرتل بيتش (كارولينا الجنوبية)
ميرتل بيتش، كارولينا الجنوبية (بالإنجليزية: Murrells Inlet, South Carolina)‏ هي منطقة سكنية تقع في الولايات المتحدة في مقاطعة هوري (كارولاينا الجنوبية).  يقدر عدد سكانها بـ 8,547 نسمة ومساحتها 19.5 كم2  و وترتفع عن سطح البحر 1 متر.

## التركيبة السكانية
حدّد مكتب تعداد الولايات المتحدة بيانات التركيبة السكانية لميرتل بيتش في تعداد الولايات المتحدة. في ما يلي، التركيبة السكانية حسب تعدادي 2000 و2010.

### تعداد عام 2000
بلغ عدد سكان ميرتل بيتش 5,519 نسمة بحسب تعداد عام 2000، وبلغ عدد الأسر 2,585 أسرة وعدد العائلات 1,654 عائلة مقيمة في المنطقة السكنية. في حين سجلت الكثافة السكانية 283 نسمة لكل كيلومتر مربع (733.0/ميل2). وبلغ عدد الوحدات السكنية 3,151 وحدة بمتوسط كثافة قدره 161.6 لكل كيلومتر مربع (418.5/ميل2).
وتوزع التركيب العرقي للمنطقة السكنية بنسبة 91.59% من البيض و7.12% من الأمريكيين الأفارقة و0.16% من الأمريكيين الأصليين و0.29% من الأمريكيين ذوي الأصول الآسيوية و0.04% من سكان جزر المحيط الهادئ و0.20% من الأعراق الأخرى و0.60% من عرقين مختلطين أو أكثر و0.62% من الهسبانيون أو اللاتينيون من أي عرق.
بلغ عدد الأسر 2,585 أسرة كانت نسبة 20% منها لديها أطفال تحت سن الثامنة عشر تعيش معهم، وبلغت نسبة الأزواج القاطنين مع بعضهم البعض 53.7% من أصل المجموع الكلي للأسر، ونسبة 7.5% من الأسر كان لديها معيلات من الإناث دون وجود شريك،  بينما كانت نسبة 2.8% من الأسر لديها معيلون من الذكور دون وجود شريكة وكانت نسبة 36% من غير العائلات. تألفت نسبة 27.9% من أصل جميع الأسر من عدة أفراد يعيشون في نفس المنزل ونسبة 10.8% كانت تتألف من شخص يعيش بمفرده يبلغ من العمر 65 عاماً أو أكثر. وبلغ متوسط حجم الأسرة المعيشية 2.14، أما متوسط حجم العائلات فبلغ 2.59.
بلغ العمر الوسطي للسكان 47.0 عاماً. وكانت نسبة 15.5% من القاطنين تحت سن الثامنة عشر، وكانت نسبة 4.8% بين الثامنة عشر والرابعة والعشرين عاماً، ونسبة 26.9% كانت واقعةً في الفئة العمرية ما بين الخامسة والعشرين والرابعة والأربعين عاماً، ونسبة 31.5% كانت ما بين الخامسة والأربعين والرابعة والستين، ونسبة 21.3% كانت ضمن فئة الخامسة والستين عاماً فما فوق. يوجد لكل 100 أنثى 98.0 ذكر، ويوجد لكل 100 أنثى في الثامنة عشر من عمرها فما فوق 96.6 ذكر.
بلغ متوسط دخل الأسرة في المنطقة السكنية 39,877 دولارًا، أما متوسط دخل العائلة فبلغ 47,194 دولارًا. وكان متوسط دخل الذكور 30,562 دولارًا مقابل 26,178 دولارًا للإناث. وسجل دخل الفرد الخاص بالمنطقة السكنية 28,197 دولارًا. وكانت نسبة 5.4% من العائلات ونسبة 7.9% من السكان تحت خط الفقر، وكان من هؤلاء نسبة 16% تحت سن الثامنة عشر ونسبة 6.2% في الخامسة والستين من العمر وما فوق.

### تعداد عام 2010
بلغ عدد سكان ميرتل بيتش 7,547 نسمة بحسب تعداد عام 2010، وبلغ عدد الأسر 3,554 أسرة وعدد العائلات 2,283 عائلة مقيمة في المنطقة السكنية. في حين سجلت الكثافة السكانية 387 نسمة لكل كيلومتر مربع (1,002.3/ميل2). وبلغ عدد الوحدات السكنية 4,843 وحدة بمتوسط كثافة قدره 248.4 لكل كيلومتر مربع (643.4/ميل2).
وتوزع التركيب العرقي للمنطقة السكنية بنسبة 90.66% من البيض و6.53% من الأمريكيين الأفارقة و0.29% من الأمريكيين الأصليين و0.94% من الأمريكيين ذوي الأصول الآسيوية و0.03% من سكان جزر المحيط الهادئ و0.73% من الأعراق الأخرى و0.82% من عرقين مختلطين أو أكثر و2.23% من الهسبانيون أو اللاتينيون من أي عرق.
بلغ عدد الأسر 3,554 أسرة كانت نسبة 17.6% منها لديها أطفال تحت سن الثامنة عشر تعيش معهم، وبلغت نسبة الأزواج القاطنين مع بعضهم البعض 52.7% من أصل المجموع الكلي للأسر، ونسبة 8.2% من الأسر كان لديها معيلات من الإناث دون وجود شريك،  بينما كانت نسبة 3.3% من الأسر لديها معيلون من الذكور دون وجود شريكة وكانت نسبة 35.8% من غير العائلات. تألفت نسبة 28.2% من أصل جميع الأسر من عدة أفراد يعيشون في نفس المنزل ونسبة 12.6% كانت تتألف من شخص يعيش بمفرده يبلغ من العمر 65 عاماً أو أكثر. وبلغ متوسط حجم الأسرة المعيشية 2.12، أما متوسط حجم العائلات فبلغ 2.57.
بلغ العمر الوسطي للسكان 53.6 عاماً. وكانت نسبة 13.7% من القاطنين تحت سن الثامنة عشر، وكانت نسبة 4.6% بين الثامنة عشر والرابعة والعشرين عاماً، ونسبة 18.9% كانت واقعةً في الفئة العمرية ما بين الخامسة والعشرين والرابعة والأربعين عاماً، ونسبة 36.4% كانت ما بين الخامسة والأربعين والرابعة والستين، ونسبة 26.4% كانت ضمن فئة الخامسة والستين عاماً فما فوق. وتوزع التركيب الجنسي للسكان بنسبة 48.7% ذكور و51.3% إناث.